# Henry-Marie Boudon
L'abbé Henry ou Henri-Marie Boudon, né le 14 janvier 1624 à La Fère et décédé le 31 août 1702, fut prêtre et archidiacre du diocèse d'Évreux. Figure de l'École française de spiritualité, il est l'auteur de nombreux ouvrages spirituels qui connurent une large diffusion. Son procès en béatification a été ouvert à la fin du XIXe siècle.

## Biographie
Cette personnalité ecclésiastique est née le 14 janvier 1624 à La Fère, en Picardie, de Jean Boudon, écuyer, lieutenant du gouverneur dans la citadelle de La Fère, et d'Antoinette Jourdin, qui était alliée aux personnes les plus distinguées de la robe du Parlement de Paris. Il fut baptisé le 18 mai de la même année en l'église collégiale Saint-Montain de La Fère et eut pour marraine Henriette-Marie de France (d'où son nom de baptême), fille du roi Henri IV et sœur du roi Louis XIII. Le parrain était Charles Le Normand, chevalier, sieur de Beaumont, gouverneur de la ville et citadelle de La Fère, et premier maître d'hôtel du roi.
Après sa première communion faite à l'âge de 9 ans, il aurait fait vœu de virginité perpétuelle. Après avoir suivi les leçons d'un nommé Havel pendant quelque temps, il passa au Collège des Jésuites de Rouen qu'il quitta en 1644 pour étudier la philosophie et la théologie à la faculté de Paris. Formé à la Sorbonne, il eut comme maîtres le Père Bagot et Jean de Bernières. Il est reçu docteur en théologie à l'université de Bourges le 7 octobre 1653.
Sur les instances de son directeur spirituel le P. Bagot, il reçoit la tonsure le 4 novembre 1653 des mains du nonce pontifical à Paris, dans la chapelle des Jésuites, puis Mgr Gilles Boutant l'ordonne prêtre le 1er janvier 1655 dans son palais épiscopal d'Évreux. 
Nommé le 28 février 1654 archidiacre d'Évreux (ce qui correspond aujourd'hui à la fonction de vicaire épiscopal), il s'applique surtout à restaurer les mœurs du clergé et à propager la foi. Du fait de ses réformes, il eut à souffrir de nombreuses persécutions de la part de ses confrères, jusqu'à Rome où deux de ses ouvrages furent censurés. Ce sont les Jansénistes surtout qui lui vouèrent une haine implacable à cause de sa dévotion mariale. Les calomnies ruinant sa réputation, il est disgracié pendant une dizaine d'années (1665-1674) et même interdit, avant de retrouver la confiance de son évêque qui le réintègre dans sa charge.
Dans l'élan du concile de Trente, il fait venir à Évreux saint Jean Eudes en 1667 afin d'y fonder un grand-séminaire, lequel deviendra au XXe siècle le tribunal judiciaire de la ville.

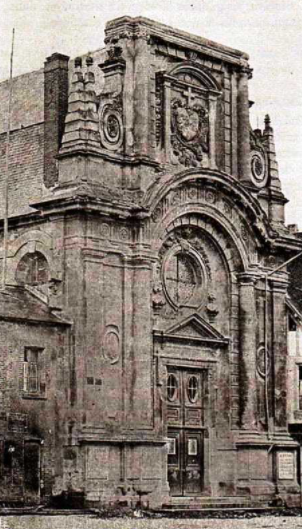
Le grand-séminaire d'Évreux au XIX^{e} s.

"Monsieur Boudon" (selon l'usage de l'époque) prêcha des missions retentissantes en Bavière, en Flandre, à Strasbourg, Metz, Nancy, Cambrai, Valenciennes, Chartres, Paris, Bourges, dans le Bordelais, le Limousin, le Poitou, le Bourbonnais, l’Orléanais, le Nivernais, la Bretagne, l’Anjou ; son zèle pour le salut des âmes l’entraînait dans toute la France.  
Il meurt en odeur de sainteté le jeudi 31 août 1702 à midi dans sa maison rue Traversière à Évreux. Les obsèques furent célébrées le lendemain en grande cérémonie. On se disputa son corps, entre les chanoines de la cathédrale d'Évreux et les Eudistes du séminaire, avant de trouver un compromis : son corps fut enterré dans la chapelle des Saints-Anges (sous le marchepied de l'autel), située dans la cathédrale Notre-Dame et où il célébrait la messe et entendait les confessions, et son cœur fut déposé au grand-séminaire, à côté de la chapelle Saint-François-de-Sales.
Un demi-siècle plus tard, le lazariste Pierre Collet rédige sa vie, qui connaît un large succès.
En 1884, l'évêque d'Évreux Mgr Grolleau, désireux de rendre honneur à sa mémoire, fit « visiter le lieu de son repos ». Comme l'on y constata « le bon état de ses précieux restes », il les fit placer « dans un cercueil en chêne, doublé d'une enveloppe de plomb » à l'occasion d'une cérémonie qui eut lieu le 11 janvier 1884. 
Son procès en béatification fut ouvert en 1888, et une association s'est constituée pour défendre sa mémoire et propager ses œuvres : la Société Henri-Marie Boudon. En 2008, Mgr Nourrichard a accordé des indulgences à la prière réclamant sa béatification.

## Spiritualité

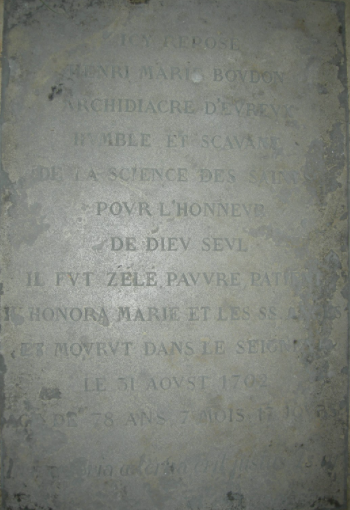
Dalle mortuaire située dans la cathédrale d'Évreux

Son idée dominante est l’amour de Dieu seul. « Dieu seul » (1 Tim. 1, 17), c’est le titre de son premier ouvrage, c’est le mot qui commence toutes ses œuvres, c’est la devise qu’il place en tête de toutes ses lettres, c’est la conclusion de plusieurs chapitres de ses livres.
Sa grande dévotion mariale lui fait développer le culte du Cœur immaculé de Marie, que puisa chez lui, de son propre témoignage, le futur saint Louis-Marie Grignion de Montfort. On lui doit aussi l'office de l'octave de la fête de l'Immaculée Conception.
Enfin, il a une dévotion toute spéciale envers l'archange saint Michel et les Esprits bienheureux, à qui il consacre plusieurs traités. Il choisit la chapelle de Saint-Michel-des-Vignes (XIe siècle), sur la colline qui domine Évreux, pour instaurer la messe du premier mardi du mois (encouragée par la reine Anne d'Autriche « afin d’obtenir la paix à l’Église et à l’État »), précédée d’un pèlerinage entre la cathédrale et ce sanctuaire, et pour y établir son association des Saints-Anges en 1667. Cette confrérie des Saints-Anges deviendra archiconfrérie en 1868.

## Œuvres
Boudon a été l'une des figures-clé de l'École française de spiritualité au XVIIe siècle. Un thème récurrent de son œuvre, caractéristique de l'École française, est l'idée que la recherche de Dieu exige le détachement de toutes les créatures. Son livre Dieu seul : le saint esclavage de l'admirable Mère de Dieu a été loué par Bossuet et a eu une influence déterminante sur saint Louis-Marie Grignion.
Ses auteurs préférés sont sainte Thérèse d'Avila, saint François de Sales, Richelieu, mais surtout saint Jean de la Croix dont il fut un des premiers biographes français. Ses œuvres, traduites en plusieurs langues, eurent un succès extraordinaire en France ainsi qu'au Canada, notamment en raison de son amitié avec saint François de Montmorency-Laval, lui-même archidiacre d'Évreux (1646-53) puis premier évêque de Québec et fondateur du Séminaire de Québec ; ce dernier s'appuie par exemple sur l'ouvrage de Boudon publié en 1668, La dévotion aux neuf chœurs des Saints Anges pour répandre cette dévotion à Québec.
- Dieu seul. Le saint esclavage de l'admirable Mère de Dieu, Paris, Florentin Lambert, 1662 ; réédition en 1674.
- L'amour de Jésus au Très Saint Sacrement, 1662.
- Dévotion aux neuf chœurs des Saints Anges, Paris, Florentin Lambert, 1668.
- Le règne de Dieu en l'oraison mentale, 1671.
- Les saintes voies de la Croix, 1671.
- De l'Amour de Nostre-Seigneur Jésus-Christ, où il est traitté de l'aveuglement d'un grand nombre de chrestiens qui ne sçavent ce que c'est d'estre chrestien, et des moyens de remédier à un si grand mal par le bon usage de la foy, Paris, E. michallet, 1672.
- La vie cachée avec Jésus en Dieu, 1676.
- La conduite de la divine Providence et l'adoration perpétuelle qui luy est deue, Paris, 1678.
- La science et la pratique du chrestien, Paris, E. Michallet, 1681.
- La science sacrée du catéchisme, 1684.
- L'Homme intérieur ou la Vie du Vénérable Père Jean Chrysostome, religieux pénitent du troisième Ordre de S. François, Paris, E. Michellet, 1684 (lire en ligne).

- L'Homme de Dieu. En la personne Du R. Père Jean-Josph SÜRIN Religieux de la Compagnie de Jésus, Chez Claude Prigné, Chartres, 1683 (Première édition) ; La Vie du R.P. Surin, de la Compagnie de Jésus. Ou l'Homme de Dieu, Paris, Nicolas le Clère, 1689.
- Dieu présent partout, 1690.
- Dieu inconnu, 1690.
- Le malheur du monde, Paris, E. Michallet, 1691.
- La vie de saint Taurin, apôtre d'Évreux, 1694.
- La dévotion à l'Immaculée Mère de Dieu, 1699.

La notice que lui consacrent les Bollandistes estime que « ces différents écrits décèlent un homme embrasé de l'amour divin et très versé dans la connaissance des voies spirituelles. On y trouve quelques propositions qui sentent le quiétisme, mais il faut observer, pour la justification de l'auteur, qu'il écrivait avant que l'Église n'eût condamné les erreurs de Molinos sur cette matière (1685) ».